# Чижиківська сільська рада
Чижиківська сільська рада — орган місцевого самоврядування у Пустомитівському районі Львівської області з адміністративним центром у с. Чижиків. На підставі рішення Підберізцівської сільської ради «Про добровільне об’єднання територіальних громад» №141 від 06.07.2017 року, Підберізцівська сільська рада (с. Підберізці), Миклашівська сільська рада (с. Миклашів, с. Підгірне), Чижиківська сільська рада (с. Чижиків, с. Глуховичі) та Чорнушовицька сільська рада (с. Чорнушовичі, с. Журавники, с. Тарасівка) об’єдналися в Підберізцівську об’єднану територіальну громаду з адміністративним центром у с. Підберізці. З 2018 року Чижиківська сільська рада перейменована у Чижиківський старостинський округ Підберізцівської сільської ради.

## Загальні відомості
Водоймища на території, підпорядкованій даній раді: річки Кабанівка, Марунька.

## Населені пункти
Старостинському округу підпорядковані населені пункти:
- с. Чижиків
- c. Глуховичі

## Склад ради
- Сільський голова Підберізцівської ОТГ: Коваль Василь Михайлович
- Староста старостинського округу: Гнатишин Світлана Степанівна
- Загальний склад ради:

### Керівний склад ради
| ПІБ                         | Основні відомості                                                                     | Дата обрання | Дата звільнення |
| --------------------------- | ------------------------------------------------------------------------------------- | ------------ | --------------- |
| Майдан Петро Миколайович    | Сільський голова, 1963 року народження, освіта, безпартійний                          | 26.03.2006   | 31.10.2010      |
| Пухальський Микола Павлович | Сільський голова, 1982 року народження, освіта вища, член громадянської партії «Пора» | 31.10.2010   | 10.2015         |
| Пухальський Микола Павлович | Сільський голова, 1982 року народження, освіта вища, член громадянської партії «Пора» | 10.2015      | 10.2017         |
| Коваль Василь Михайлович    | Сільський голова, 1990 року народження, освіта вища, безпартійний                     | 29.10.2017   |                 |

Примітка: таблиця складена за даними джерела

### Депутати
Результати місцевих виборів 2010 року за даними ЦВК
| № зп | № округу | Прізвище, ім'я, по батькові   | Дата визнання обраним | Відомості про обраного депутата                                                                              |
| ---- | -------- | ----------------------------- | --------------------- | --- |
| 1    | 1        | Бандура Галина Дмитрівна      | 05.11.2010            | Освіта середня, позапартійна, ПП «Бандура Д.Н», робітник                                                     |
| 2    | 2        | Баран Петро Анатолійович      | 05.11.2010            | Освіта середня, позапартійний, ЗАТ АТП-14631, слюсар інструментальник                                        |
| 3    | 3        | Гнатишин Ярослава Василівна   | 05.11.2010            | Освіта незакінчена вища, член Всеукраїнського об'єднання «Батьківщина», Підберізцівська сільська рада, касир |
| 4    | 4        | Гнатишин Світлана Степанівна  | 05.11.2010            | Освіта вища, позапартійна, Чижиківська сільська рада, секретар                                               |
| 5    | 5        | Головецький Роман Йосифович   | 05.11.2010            | Освіта середня, позапартійний, тимчасово не працює                                                           |
| 6    | 6        | Горинь Михайло Ярославович    | 05.11.2010            | Освіта середня, позапартійний, тимчасово не працює                                                           |
| 7    | 7        | Дребот Ілько Олексійович      | 05.11.2010            | Освіта середня, позапартійний, тимчасово не працює                                                           |
| 8    | 8        | Ждан Михайло Григорович       | 05.11.2010            | Освіта середня, позапартійний, позапартійний                                                                 |
| 9    | 9        | Заремба Василь Степанович     | 05.11.2010            | Освіта незакінчена вища, позапартійний, Епіцентр-К, диспетчер                                                |
| 10   | 10       | Кметь Олег Миронович          | 05.11.2010            | Освіта вища, позапартійний, ПАТ «Кредобанк», головний спеціаліст                                             |
| 11   | 11       | Патер Марія Мирославівна      | 05.11.2010            | Освіта середня, позапартійна, тимчасово не працює                                                            |
| 12   | 12       | Патицький Роман Володимирович | 05.11.2010            | Освіта середня, позапартійний, ТзОВ «Ілта-Львів», механік                                                    |
| 13   | 13       | Пелехатий Андрій Олегович     | 05.11.2010            | Освіта вища, позапартійний, ТзОВ «Ілта-Львів», фінансовий аналітик                                           |
| 14   | 14       | Пелехатий Олег Степанович     | 05.11.2010            | Освіта середня, позапартійний, тимчасово не працює                                                           |
| 15   | 15       | Пелехатий Сергій Михайлович   | 05.11.2010            | Освіта вища, позапартійний, ПАТ «Фолькс-банк», заступник начальника                                          |
| 16   | 16       | Пухальський Степан Павлович   | 05.11.2010            | Освіта незакінчена вища, позапартійний, ТзОВ «Ілта-Львів», механік                                           |
| 17   | 17       | Тютько Петро Мирославович     | 05.11.2010            | Освіта середня, позапартійний, СДПЧ-1, водій                                                                 |
| 18   | 18       | Файда Орест Володимирович     | 05.11.2010            | Освіта середня, позапартійний, ВАТ «Львівгаз», слюсар                                                        |
| 19   | 19       | Ханчук Іван Володимирович     | 05.11.2010            | Освіта середня, позапартійний, ТзОВ «Н. П.Б.», менеджер                                                      |
| 20   | 20       | Чернявець Ігор Юрійович       | 05.11.2010            | Освіта незакінчена вища, член Громадянської партії «ПОРА», тимчасово не працює                               |